# 日食列表
日食列表在維基百科中有下列各條目：

| - 前20世紀日食列表 - 前19世紀日食列表 - 前18世紀日食列表 - 前17世紀日食列表 - 前16世紀日食列表 - 前15世紀日食列表 - 前14世紀日食列表 - 前13世紀日食列表 - 前12世紀日食列表 - 前11世紀日食列表 - 前10世紀日食列表 - 前9世紀日食列表 - 前8世紀日食列表 - 前7世紀日食列表 - 前6世紀日食列表 - 前5世紀日食列表 - 前4世紀日食列表 | - 前3世紀日食列表 - 前2世紀日食列表 - 前1世紀日食列表 - 1世紀日食列表 - 2世紀日食列表 - 3世紀日食列表 - 4世紀日食列表 - 5世紀日食列表 - 6世紀日食列表 - 7世紀日食列表 - 8世紀日食列表 - 9世紀日食列表 - 10世紀日食列表 - 11世紀日食列表 - 12世紀日食列表 - 13世紀日食列表 - 14世紀日食列表 | - 15世紀日食列表 - 16世紀日食列表 - 17世紀日食列表 - 18世紀日食列表 - 19世紀日食列表 - 20世紀日食列表 - 21世紀日食列表 - 22世紀日食列表 - 23世紀日食列表 - 24世紀日食列表 - 25世紀日食列表 - 26世紀日食列表 - 27世紀日食列表 - 28世紀日食列表 - 29世紀日食列表 - 30世紀日食列表 |